# Guy Aldonce Ier de Durfort
Pour les articles homonymes, voir Durfort.
Guy Aldonce Ier de Durfort, marquis de Duras (Duras, 1er juin 1605 – Duras, 8 janvier 1665), est un militaire français du XVIIe siècle.

## Biographie
Guy Aldonce de Durfort naquit le 1er juin 1605.
Il avait servi plusieurs années, à la tête d'une compagnie de cent hommes d'armes, lorsqu'en 1636, il fut chargé d'aller, avec le duc de la Valette, complimenter le duc de Parme sur son arrivée en France.
Il retourna ensuite en Guyenne, où il contribua particulièrement à la défaite des croquants ; et lorsque, par la prise de La Sauvetat-du-Dropt et de Bergerac, ces révoltés eurent été mis hors d'état de se soulever davantage, le comte de Duras fut chargé, par le duc d'Épernon, d'en porter la nouvelle au roi.
Louis XIII le créa maréchal-de-camp, par brevet du 14 juin 1637. Il retourna servir en Guyenne, où il demeura jusqu'à sa mort, qui eut lieu le 8 janvier 1665.

### Postérité
- Fils aîné de Jacques de Durfort (1547-1626), 1er marquis de Duras (février 1609), baron de Blanquefort, 1er comte de Rauzan (25 octobre 1625), capitaine de 50 hommes des ordonnances du roi, conseiller d'État sous Henri IV de France et de Marguerite (1585-1606), dame de Lorges, fille de Jacques II de Montgommery (vers 1554-1609), seigneur de Lorges, capitaine des gardes du corps du Roi, Guy Aldonce épousa, le 27 juin 1619[n 1] Élisabeth-Charlotte de La Tour d'Auvergne (1606 - 1er décembre 1685), sœur du maréchal de Turenne, fille de Henri de La Tour d'Auvergne, duc de Bouillon (1555-1623), prince de Sedan et d'Élisabeth Flandrika d'Orange-Nassau (1577-1642), dont il eut[2] :
  - Jacques Henri de Durfort (1625-1704), 3e marquis de Duras, 3e comte de Rauzan, puis 1er duc de Duras (1689), maréchal de France, chevalier du Saint-Esprit, marié le 15 avril 1668 avec Marguerite Félice de Lévis (1648-1717), dont :
    - Postérité ;

  - Frédéric Maurice[n 2] (1626 - 1er mai 1649), comte de Rozan ;
  - Armand (22 août 1630 - 6 avril 1631, mort de la peste[2]), frère jumeau de Guy Aldonce II ;
  - Guy Aldonce II (Duras, 22 août 1630 - Paris, 22 octobre 1702), duc de Quintin dit de Lorges (mars 1691), chevalier du Saint-Esprit, maréchal de France, capitaine des gardes du corps du roi, marié, le 19 mars 1676, avec Geneviève de Frémont d'Auneuil (16 mai 1658 - La Ferté-Vidame, 6 septembre 1717), dont :
    - Postérité ;

  - Elisabeth (Londres, 1632 - Londres, 14 janvier 1715), mariée le 3 juin 1656, avec Frédéric-Charles de La Rochefoucauld (1633-1690), comte de Roye, dont postérité ;
  - Henriette (11 février 1633 - après 1667), mariée en 1653 avec Louis de Bourbon-Lavedan (1608-1667), marquis de Malauze, dont postérité ;
  - Louis (1641-1709), marquis de Blanquefort, baron Duras (en) de Holdenby (1673), puis 2e Comte de Feversham (en) (1677) dans la pairie d'Angleterre, militaire et diplomate installé en Angleterre, marié en 1676 avec Mary Sondes ( † 1679), sans postérité ;
  - Charles Henri ( † 1661), comte de Montgommery ;
  - Henri (tué au Portugal), baron de Pujols ;
  - Godefroy (tué le 25 juin 1669 à Candie), comte de Rozan, colonel du régiment d'infanterie de Rauzan;
  - Louise Marie Madeleine, morte jeune ;
  - Marie (Duras, 26 janvier 1648 - 13 mai 1689), mademoiselle de Duras, Dame de compagnie de la duchesse d'Orléans, Élisabeth-Charlotte de Bavière, la Palatine. Protestante convertie au catholicisme par Jacques-Bénigne Bossuet (1678). Non mariée.

## Armoiries
Écartelé: aux 1 et 4, d'argent, à la bande d'azur (de Durfort) ; aux 2 et 3, de gueules, au lion d'argent (Lomagne),.